# Arithmetica

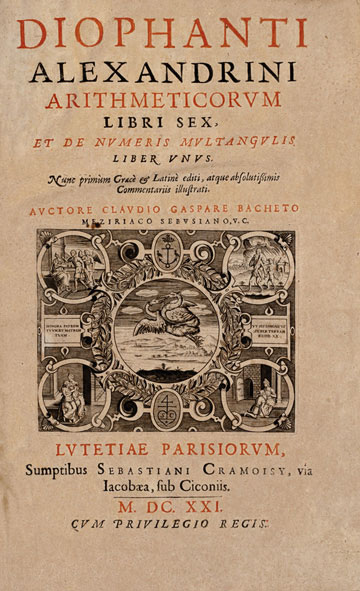
Portada de Arithmetica. Edición de 1621.

La Arithmetica es un tratado de 13 libros del que solo se conocen los seis primeros, que fueron escritos por el matemático griego Diofanto de Alejandría alrededor del año 250.
Hallado en Venecia por el matemático alemán Johann Müller Regiomontano hacia 1464 la primera traducción al latín no se realizó hasta 1575 siendo obra de Guilielmus Xylander.
La Arithmetica no es propiamente un texto de álgebra sino una colección de problemas siendo su estructura la siguiente:
- Libro I, que consta de 25 problemas de ecuaciones de primer grado y 14 de ecuaciones de segundo grado.
- Libro II, que consta de 35 problemas. En el margen de la página 85 de una edición de la obra de 1621, donde se enunciaba el problema n.º 8, el matemático francés Pierre de Fermat expondría sin demostración su famoso teorema.
- Libro III, que consta de 21 problemas. El más famoso es el 19 en el que por primera vez acude a la geometría para solucionarlo
- Libro IV, que consta de 40 problemas en su mayoría sobre cubos.
- Libro V, que consta de 30 problemas en su mayoría sobre ecuaciones de segundo y tercer grado.
- Libro VI, que consta de 24 problemas sobre triángulos rectángulos.

En honor de Diofanto las ecuaciones con coeficientes enteros cuyas soluciones son también enteras se denominan ecuaciones diofánticas (o diofantinas).